# Novi (Bijeljina)
Pour les articles homonymes, voir Novi.
Novi (en serbe cyrillique : Нови) est un village de Bosnie-Herzégovine. Il est situé sur le territoire de la ville de Bijeljina et dans la république serbe de Bosnie. Selon les premiers résultats du recensement bosnien de 2013, il compte 205 habitants.

## Géographie
Le village est situé à la frontière entre la Bosnie-Herzégovine et la Serbie, au bord de la Save, un affluent droit du Danube ; son territoire est également longé par les rivières Lukavac et Stupanj, ainsi que par le Glavni Obodni kanal, qui, tous trois, se jettent dans la Save.

## Histoire
La localité a été formée en 2012 ; avant cette date, son territoire était rattaché à celui de Vršani.